# 天劍局
天劍局（英語：S.W.O.R.D.），正式名稱為知性世界觀測與應對局（Sentient World Observation and Response Department），是漫威漫畫中一個科幻的反恐組織兼情報機構，其宗旨是應對地外威脅。
該組織最早登場於2004年開始連載的《Astonishing X-Men》。
著名成員包括X戰警的野獸與洛克希德、復仇者的女蜘蛛人以及特工艾比蓋爾·布蘭德與亨利·彼得·傑瑞奇。

## 其他媒體

### 電視
- 天劍局出現在《復仇者聯盟：史上最強英雄戰隊》。
- 天劍局首次出現在漫威電影宇宙電視影集《汪達幻視》，總部位於美國佛羅里達州，但其名稱組成有些許不同：知性武器觀測與應對局（Sentient Weapon Observation and Response Department）。代理局長泰勒·海沃德解釋這是因應世界情勢改變而做出的調整。